# مطار لايبزيغ هاله
مطار لايبزيغ هاله (إياتا: LEJ، إيكاو: EDDP)(بالألمانية: Flughafen Leipzig/Halle) هو مطاردولي يخدم مدينة لايبزيغ ومدينة هاله في ألمانيا.

## شركات الطيران
| شركـات طيـران           | الوجهات |
| ----------------------- | --- |
| إير كايرو               | مطار الغردقة الدولي |
| الخطوط الجوية النمساوية | مطار فيينا الدولي |
| كوندور للطيران          | مطار كريستيانو رونالدو، مطار غران كناريا، مطار الغردقة الدولي، مطار ميورقة، مطار تينيريفي الجنوبي موسمي: مطار أنطاليا، مطار خانية الدولي ‏، Corfu، مطار فارو، Fuerteventura، Heraklion، Kos، Lanzarote (تستأنف 31 أكتوبر 2023)، Rhodes |
| Corendon Airlines       | موسمي: مطار أنطاليا، مطار الغردقة الدولي |
| European Air Charter    | موسمي عارض: Burgas، Varna |
| يورو وينجز              | مطار ميورقة |
| Freebird Airlines       | موسمي عارض: مطار أنطاليا، Burgas، Corfu، Fuerteventura |
| لوفتهانزا               | مطار فرانكفورت، مطار ميونخ الدولي |
| Marabu                  | موسمي: Heraklion |
| الطيران الجديد تونس     | موسمي: مطار جربة جرجيس الدولي، مطار الحبيب بورقيبة الدولي |
| خطوط بيغاسوس            | مطار أنطاليا |
| رايان إير               | مطار دبلن الدولي، مطار لندن ستانستد |
| Southwind Airlines      | موسمي عارض: مطار أنطاليا |
| Sundair                 | موسمي: مطار أنطاليا (تبدأ في 12 يوليو 2023) |
| صن إكسبريس              | مطار أنطاليا |
| الخطوط الجوية التركية   | مطار إسطنبول الدولي |

### الشحن
| شركـات طيـران     | الوجهات |
| ----------------- | --- |
| AeroLogic         | مطار البحرين الدولي، مطار سوفارنابومي الدولي، مطار كيمبيغودا الدولي، مطار بروكسل الدولي، مطار تشيناي الدولي، مطار أوهير الدولي، Cincinnati، مطار كولونيا بون الدولي، مطار دالاس فورت ورث الدولي، مطار انديرا غاندي الدولي، مطار دبي الدولي، East Midlands، مطار فرانكفورت، مطار غوادالاخارا الدولي، مطار تان سون نهات الدولي، مطار هونغ كونغ الدولي، مطار جورج بوش الدولي، مطار لوس أنجلوس الدولي، مطار بينيتو خواريز الدولي، مطار ميامي الدولي، مطار تشاتراباتي شيفاجي الدولي، مطار جون إف كينيدي الدولي، مطار سياتل تاكوما الدولي، مطار إنتشون الدولي، مطار شانغهاي بودنغ الدولي، مطار شينزين باوان الدولي، مطار شانغي سنغافورة، مطار ستافانغر الدولي، مطار طشقند الدولي، مطار ناريتا الدولي، مطار تورونتو بيرسون الدولي |
| AirBridgeCargo    | مطار بروكسل الدولي، Cincinnati، مطار دبي الدولي، East Midlands، مطار يميلانو الدولي، مطار مالبينسا، مطار شيريميتييفو الدولي، Oslo (جميعها معلقة) |
| Amazon Air        | مطار كولونيا بون الدولي، East Midlands، مطار كاتوفيتشي، مطار مدريد باراخاس الدولي، مطار مالبينسا، London–Southend |
| Cargojet          | East Midlands |
| دي إتش إل للطيران | مطار ألماتي الدولي، مطار سخيبول أمستردام، مطار أثينا الدولي، مطار البحرين الدولي، مطار سوفارنابومي الدولي، مطار برشلونة الدولي، مطار بازل - ميلوز - فريبورغ الأوروبي، مطار نيكولا تسلا في بلغراد، مطار كيمبيغودا الدولي، مطار أوريو أل سيريو، مطار بولونيا، مطار براتيسلافا الدولي، Brno، مطار بروكسل الدولي، مطار بودابست فرانز ليست الدولي، Cincinnati، مطار كولونيا بون الدولي، مطار كوبنهاغن، مطار انديرا غاندي الدولي، مطار دبي الدولي، مطار دبلن الدولي، East Midlands، مطار إدنبرة، مطار فرانكفورت، مطار غدانسك ليخ فاونسا، مطار جنيف الدولي، مطار هلسنكي فانتا، مطار تان سون نهات الدولي، مطار هونغ كونغ الدولي، مطار إسطنبول الدولي، مطار صبيحة كوكجن الدولي، مطار كاتوفيتشي، مطار بوريسبيل الدولي، مطار مورتالا محمد الدولي، مطار علامه إقبال الدولي، مطار لينتس، مطار ليوبليانا الدولي، مطار لندن هيثرو، مطار لندن لوتن، مطار لوس أنجلوس الدولي، مطار ليون سانت إكسوبيري، مطار مدريد باراخاس الدولي، مطار مارسيليا، مطار مالبينسا، مطار ميامي الدولي، مطار شيريميتييفو الدولي، مطار تشاتراباتي شيفاجي الدولي، مطار ميونخ الدولي، مطار نانت، مطار جون إف كينيدي الدولي، Oslo، Ostrava، مطار باريس شارل ديغول، مطار بيزا الدولي، مطار ريغا الدولي، مطار روما شيامبينو، مطار إنتشون الدولي، مطار شانغهاي بودنغ الدولي، Shannon، مطار الشارقة الدولي، مطار شانغي سنغافورة، مطار صوفيا، مطار ستوكهولم أرلاندا، مطار شتوتغارت الدولي، مطار طشقند الدولي، مطار بن غوريون الدولي، مطار تريفيزو، Turku، مطار فيلنيوس، Vitoria، مطار وارسو فريدريك شوبان |
| MNG Airlines      | مطار كولونيا بون الدولي، مطار إسطنبول الدولي |

## الإحصائيات
|                                                  | الركاب      | الطائرات | البضائع (طن متري) |
| ------------------------------------------------ | ----------- | -------- | ----------------- |
| 1990                                             | 274,878     | 9,549    | 366               |
| 1991                                             | ▲ 634,424   | ▲ 26,089 | ▲ 4,372           |
| 1992                                             | ▲ 1,073,378 | ▲ 42,960 | ▲ 8,611           |
| 1993                                             | ▲ 1,521,436 | ▲ 48,510 | ▲ 17,482          |
| 1994                                             | ▲ 1,901,797 | ▲ 52,590 | ▲ 23,189          |
| 1995                                             | ▲ 2,104,822 | ▲ 53,807 | ▲ 25,225          |
| 1996                                             | ▲ 2,186,649 | ▼ 50,298 | ▼ 22,410          |
| 1997                                             | ▲ 2,248,852 | ▼ 47,284 | ▼ 17,220          |
| 1998                                             | ▼ 2,108,779 | ▼ 43,778 | ▼ 12,866          |
| 1999                                             | ▲ 2,162,769 | ▲ 47,944 | ▲ 15,220          |
| 2000                                             | ▲ 2,288,931 | ▼ 47,030 | ▲ 17,086          |
| 2001                                             | ▼ 2,185,130 | ▼ 42,408 | ▼ 15,799          |
| 2002                                             | ▼ 1,988,854 | ▼ 41,209 | ▲ 16,882          |
| 2003                                             | ▼ 1,955,070 | ▼ 40,303 | ▲ 17.559          |
| 2004                                             | ▲ 2,041,046 | ▼ 39,316 | ▼ 12,575          |
| 2005                                             | ▲ 2,127,895 | ▼ 37,905 | ▲ 15,641          |
| 2006                                             | ▲ 2,348,011 | ▲ 42,417 | ▲ 29,330          |
| 2007                                             | ▲ 2,723,000 | ▲ 50,972 | ▲ 101,364         |
| 2008                                             | ▼ 2,462,256 | ▲ 59,924 | ▲ 442,453         |
| 2009                                             | ▼ 2,421,382 | ▲ 60,150 | ▲ 524,082         |
| 2010                                             | ▼ 2,348,597 | ▲ 62,247 | ▲ 663,024         |
| 2011                                             | ▼ 2,266,743 | ▲ 64,097 | ▲ 760,344         |
| 2012                                             | ▲ 2,286,151 | ▼ 62,688 | ▲ 863,665         |
| 2013                                             | ▼ 2,240,860 | ▼ 61,668 | ▲ 887,101         |
| 2014                                             | ▲ 2,331,399 | ▲ 63,569 | ▲ 910,708         |
| 2015                                             | ▼ 2,321,975 | ▲ 65,061 | ▲ 988,240         |
| 2016                                             | ▼ 2,192,145 | ▼ 64,492 | ▲ 1,052,372       |
| 2017                                             | ▲ 2,365,141 | ▲ 69,815 | ▲ 1,138,477       |
| 2018                                             | ▲ 2,571,119 | ▲ 79,218 | ▲ 1,221,429       |
| 2019                                             | ▲ 2,618,772 | ▼ 78,980 | ▲ 1,238,343       |
| 2020                                             | ▼ 530,221   | ▼ 64,483 | ▲ 1,383,485       |
| 2021                                             | ▲ 667,784   | ▲ 76,104 | ▲ 1,591,618       |
| Source: Leipzig/Halle Airport Traffic statistics |             |          |                   |